# A Lovers Prayer
 (octobre 2022).
Albums de Damien Saez
Varsovie - L'Alhambra - Paris
(2008) J'accuse
(2010)
A Lovers Prayer est le cinquième album de Damien Saez, sorti le 16 mars 2009 sous le pseudonyme Yellow Tricycle, qui possède également la particularité d'être entièrement chanté en anglais. Il est le successeur du triple album Varsovie - L'Alhambra - Paris. Il atteint la 9e place des charts.

## Histoire de l'album
Sur les douze titres de l'album, sept étaient déjà connus avant sa sortie, parfois dans des versions différentes : les quatre qui ont été mis en écoute sur Internet (Killing the Lambs, Numb, Yellow Tricycle et White Noise), ainsi que trois autres morceaux qui ont été joués lors de la tournée acoustique de 2007 (Is It OK ?, Pill for the Ride et Helicopters).

## L'album

### La pochette
La pochette se présente sous la forme d'un dessin enfantin, réalisé par Mathieu Morelle. Elle représente un personnage entièrement bleu, aux mains vertes tenant un bouquet de fleurs colorées. Ce personnage se trouve sur un tricycle et le fond semble représenter une ville de manière très symbolique. 

### Sonorités
L'album peut se scinder en deux parties : une première moitié très rock et enragée (à l'exception notable de la chanson Yellow Tricycle), faisant la part belle aux guitares saturées, et une seconde moitié à la fois mélancolique et planante qui n'est pas sans rappeler certains morceaux du deuxième album de Saez, God blesse.

### Liste des pistes
| No  | Titre               | Durée |
| --- | ------------------- | ----- |
| 1.  | Braindead           | 4:24  |
| 2.  | White Noise         | 3:43  |
| 3.  | Killing the Lambs   | 5:20  |
| 4.  | Yellow Tricycle     | 4:49  |
| 5.  | Your Leather Jacket | 4:01  |
| 6.  | Numb                | 3:36  |
| 7.  | Ghost Downtown      | 5:32  |
| 8.  | A Lover's Prayer    | 2:53  |
| 9.  | Is It OK ?          | 5:10  |
| 10. | Pill for the Ride   | 3:55  |
| 11. | Cold Heart          | 5:10  |
| 12. | Helicopters         | 6:24  |